# 曾仲影
曾仲影（1922年—2021年12月11日），作曲家、電影導演、電視導演、播音員，在中國上海出生，原籍中國福建廈門，1946年2月來到臺灣，1946年9月考入中國廣播公司臺灣廣播電台擔任閩南語播音員，常居台灣台北。
他為許多電影做音樂，對台灣歌仔戲影響更是非常深遠，許多歌仔戲常唱的新編曲調都是他的手筆：〈陳三五娘〉（原名〈相見緣〉）、〈送蓮花〉、〈送君別〉（原名〈送情郎〉）、〈慶高中〉（〈狀元樓〉，原名〈慶中秋〉）、〈思嘆〉（〈情海斷腸花〉，原名〈何時再逢春〉）、〈思君〉、〈莫怨天地〉、〈下凡〉（原名〈難為情〉）、〈遊潭〉（原名〈春遊〉）等。
他亦曾執導《風雨中的燕子》等電影。

## 作品

### 導演
- 1980年：《風雨中的燕子》
- 1984年：《魔女怪胎》

### 演出
- 1957年：《苦戀》
- 1957年：《女性的仇人》
- 1958年：《西北雨》

### 音樂
- 1957年：〈薛仁貴與柳金花〉
- 1957年：〈茫茫鳥〉
- 1957年：〈雨中鳥〉
- 1957年：〈薛仁貴征東〉
- 1957年：〈苦戀〉
- 1958年：〈酒瓶花〉
- 1958年：〈女性的仇人〉
- 1958年：〈西北雨〉
- 1958年：〈妖姬奪夫〉
- 1959年：〈逃犯〉
- 1959年：〈蛇郎君〉
- 1959年：〈王哥柳哥遊台灣〉
- 1959年：〈盲愛〉
- 1959年：〈愛的勝利〉
- 1959年：〈可憐的媳婦〉
- 1960年：〈收酒矸〉
- 1964年：〈不平凡的愛〉
- 1964年：〈手銬與犯罪〉
- 1964年：〈為著素蘭病相思〉
- 1965年：〈何日君再來〉
- 1965年：〈六個嫌疑犯〉
- 1966年：〈大色藝妲（天字第一號第五集）〉
- 1966年：〈蛇美人〉
- 1967年：〈三八新娘憨子婿〉
- 1968年：〈乾坤三決鬥〉
- 1968年：〈太空女與地球紳士〉
- 1969年：〈我還是永遠的愛着你〉
- 1970年：〈吉人天相〉
- 1970年：〈小翠〉
- 1970年：〈你的名字就是愛〉
- 1970年：〈青衫客〉
- 1971年：〈小人物出頭記〉
- 1971年：〈妙極了〉
- 1971年：〈真假太太〉
- 1978年：〈鬼馬大俠〉
- 1978年：〈天涯未歸人〉
- 1980年：〈遊方和尚〉
- 1980年：〈孤獨名劍〉
- 1980年：〈佛祖誕生〉
- 1981年：〈蓋世奇花〉
- 1982年：〈金粉遊龍〉
- 1982年：〈狼女白魔〉

## 榮譽
- 第31屆傳統藝術金曲獎出版類特別獎。

### 褒揚令
2022年1月5日，於新北市立殯儀館舉行告別式，文化部部長李永得代表總統蔡英文出席並頒贈褒揚令，由長子曾英峰代表接受，歌仔戲資深演員楊麗花、陳亞蘭、資深導演林福地、國民黨主席朱立倫、新北市市長侯友宜均到場致意。褒揚令全文為：

資深作曲家曾仲影，本名曾麒麟，豁達朗暢，明慧端敏。髫幼家境富實，伴隨賞析，潛濡傳統劇曲，喜好經典名著，及長遄入廈門鼓浪嶼英華書院，袪衣受業，優游浸淫。嗣輾轉來臺，自學小號演奏，繕寫西洋樂譜，復合夥成立白蘭古裝劇團，應邀參與電影拍攝；嘗試融合中西元素，張拓本土歌仔戲內涵，覃思求新，風格別具，開啟日後崢嶸歲月之創作人生。期間迭預戲劇音樂營製，時以《一顆流星》、《西螺七劍》等流聲；跨足雙語電影執導，尤於《風雨中的燕子》稱頌，榮膺現文化部暨僑務委員會評選優良國片，囊錐露穎，雋永深淳；胸臆才器，藝壇留芬。曾獲頒第一屆新北文化貢獻獎、第三十一屆傳藝金曲獎出版類特別獎暨《狀元樓》收錄教育部審定藝術教科書等殊譽。綜其生平，豐厚臺灣地方戲曲影音，扢揚國家藝術文化美學，茂績宿望，楷範堪欽。遽聞上壽凋零，軫念彌殷，應予明令褒揚，用示政府彰表遺徽之至意。

總　　　統　蔡英文　　　　

行政院院長　蘇貞昌　　　　

## 外部連結
- 極光 希望:二二八人物小傳---曾仲影（1925-）
- 配樂 - 曾仲影 （页面存档备份，存于），財團法人國家電影資料館 / 台灣電影數位典藏中心。
- 曾仲影終身成就群星音樂會 台北市文化局主辦 臺北亞太管樂協會承辦
- 曾仲影在互联网电影资料库（IMDb）上的資料（英文）（英文）
- 曾仲影在香港影庫上的簡介
- 曾仲影在时光网上的簡介（简体中文）